# Timofei Silistaru
Timofei Silistaru (n. 1894, Taraclia, Tighina – d. secolul al XX-lea) a fost un politician român din Basarabia.

## Biografie
A fost membru al  Sfatului Țării între 21 noiembrie 1917 și 27 noiembrie 1918. El era un ofițer de armată, original din județul Tighina.  La 27 martie/9 aprilie 1918 a votat pentru unirea Basarabiei cu România.

## Galerie

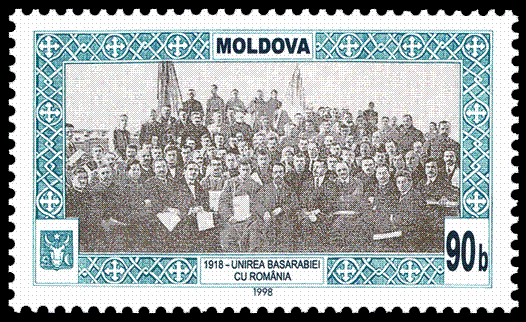
Timbru din Republica Moldova, 1998

## Vezi și
- Lista membrilor Sfatului Țării